# Moses Montefiore

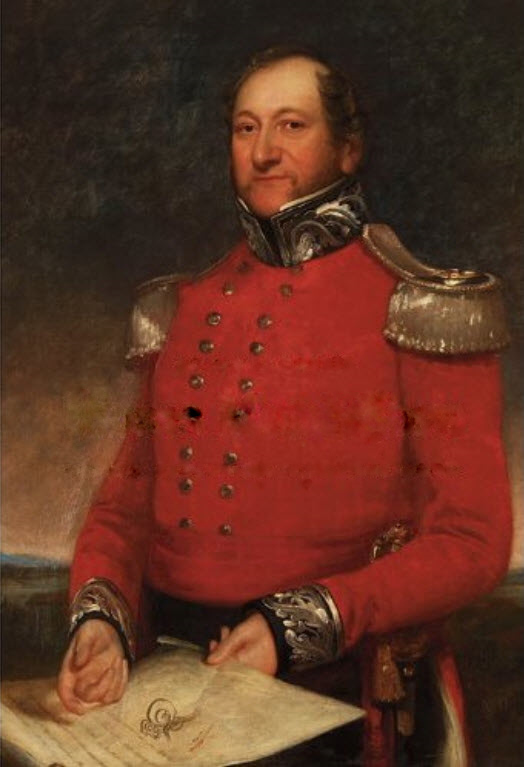
Sir Moses Montefiore

Sir Moses Montefiore (Liverno, 1784. október 24. – London, 1885. július 8.) zsidó filantróp.

## Élete
Első keleti utazása alkalmával megismerkedvén ottani hitsorsosai sanyarú helyzetével, kivált Palesztinában, anyagi és szellemi érdekeik előmozdítását tűzte ki élete feladatául. 1837-ben London és Middlesex sheriffjének választották meg és lovagi rangra emelték. Most másodízben kereste föl az akkoriban földrengéstől erősen szenvedett Palesztinát és gazdag adományokkal enyhítette a szűkölködők nyomorát. Midőn a hírhedt damaszkuszi vérvád következtében az ottani zsidókat véresen üldözték, 1840-ben Párizsba, onnét Damaszkuszba utazott, Alexandriában Mehmed Alinál kieszközölte az ártatlanul elfogottak szabadságát, Konstantinápolyban pedig a szultán ígéretét, hogy a török zsidók jogviszonyait rendezni fogja, valamint annak fermánját, mely megtiltja, hogy a jövőben hasonló vérvádat emeljenek a zsidók ellen. 1846-ban Szentpétervárra utazott és I. Miklóst az orosz zsidók ellen kiadott fölötte szigorú ukázok visszavonására bírta. A cár kívánatára beutazta Orosz-Lengyelországot, hogy az ottani zsidók viszonyait tanulmányozva, javaslatokat tegyen helyzetük javítására. Hazatérve, bárói rangra emelték. 1854-ben ismét Palesztinába ment az ott uralkodó éhség enyhítésére, s miután a szultántól engedelmet nyert, hogy földbirtokot szerezhessen, iparvállalatokat és szegényházakat létesített ottani hitsorosai számára. 1861-ben a szüleitől elrabolt és kikereszteltetett Mortara fiú ügyében szorgalmatoskodott Rómában. 1862-ben a Rothschild-családból származó fennkölt szellemű feleségének, Judithnak emlékét számos jótékony és közművelődési alapítványokkal (köztük a Jewish College Ramsgate-ben) örökítette meg. 1863-ban Marokkóba utazott, ahol az üldözött zsidók, valamint a keresztények számára törvényes védelmet eszközölt ki a szultánnál. 1866-ban hatodszor ment a Szentföldre, segítséget hozva a sáskapusztítás és kolerajárvány által végínségre jutott hitfeleinek. Hazautazván, Budapesten is tartózkodott, ahol alapítványt tett egy magyar bibliafordítás javára. 1867-ben a román zsidóüldözések Bukarestbe vezették; 1871-ben az éhség által sújtott perzsa zsidók segélyezésére nagyszabású mozgalmat rendezett. 1875-ben hetedszer látogatta meg a Szentföldet. 101 éves kort ért meg.